# Tenis ziemny na Igrzyskach Panamerykańskich 2015
Tenis ziemny na Igrzyskach Panamerykańskich 2015 – turniej tenisowy, który był rozgrywany w dniach 10–16 lipca 2015 roku podczas igrzysk panamerykańskich w Toronto. Zawodnicy zmagali się na obiektach Canadian Tennis Centre. Sportowcy rywalizowali w pięciu konkurencjach: singlu i deblu mężczyzn oraz kobiet, a także mikście.

## Medaliści
Poczet medalistów zawodów tenisowych podczas Igrzysk Panamerykańskich 2015.
| Konkurencja             | Złoty medal                           | Srebrny medal                       | Brązowy medal                      |
| Gra pojedyncza mężczyzn | Facundo Bagnis                        | Nicolás Barrientos                  | Dennis Novikov                     |
| Gra pojedyncza kobiet   | Mariana Duque Mariño                  | Victoria Rodríguez                  | Mónica Puig                        |
| Gra podwójna mężczyzn   | Nicolás Jarry Hans Podlipnik-Castillo | Guido Andreozzi Facundo Bagnis      | Gonzalo Escobar Emilio Gómez       |
| Gra podwójna kobiet     | Gabriela Dabrowski Carol Zhao         | Victoria Rodríguez Marcela Zacarías | María Irigoyen Paula Ormaechea     |
| Gra mieszana            | Guido Andreozzi María Irigoyen        | Philip Bester Gabriela Dabrowski    | Verónica Cepede Royg Diego Galeano |

### Tabela medalowa
Klasyfikacja medalowa zawodów tenisowych podczas Igrzysk Panamerykańskich 2015.
| Miejsce | Państwo           | Złoto | Srebro | Brąz | Razem |
| ------- | ----------------- | ----- | ------ | ---- | ----- |
| 1       | Argentyna         | 2     | 1      | 1    | 4     |
| 2       | Kanada            | 1     | 1      | 0    | 2     |
| =       | Kolumbia          | 1     | 1      | 0    | 2     |
| 4       | Chile             | 1     | 0      | 0    | 1     |
| 5       | Meksyk            | 0     | 2      | 0    | 2     |
| 6       | Ekwador           | 0     | 0      | 1    | 1     |
| =       | Paragwaj          | 0     | 0      | 1    | 1     |
| =       | Portoryko         | 0     | 0      | 1    | 1     |
| =       | Stany Zjednoczone | 0     | 0      | 1    | 1     |
|         | Razem             | 5     | 5      | 5    | 15    |